# Volantin

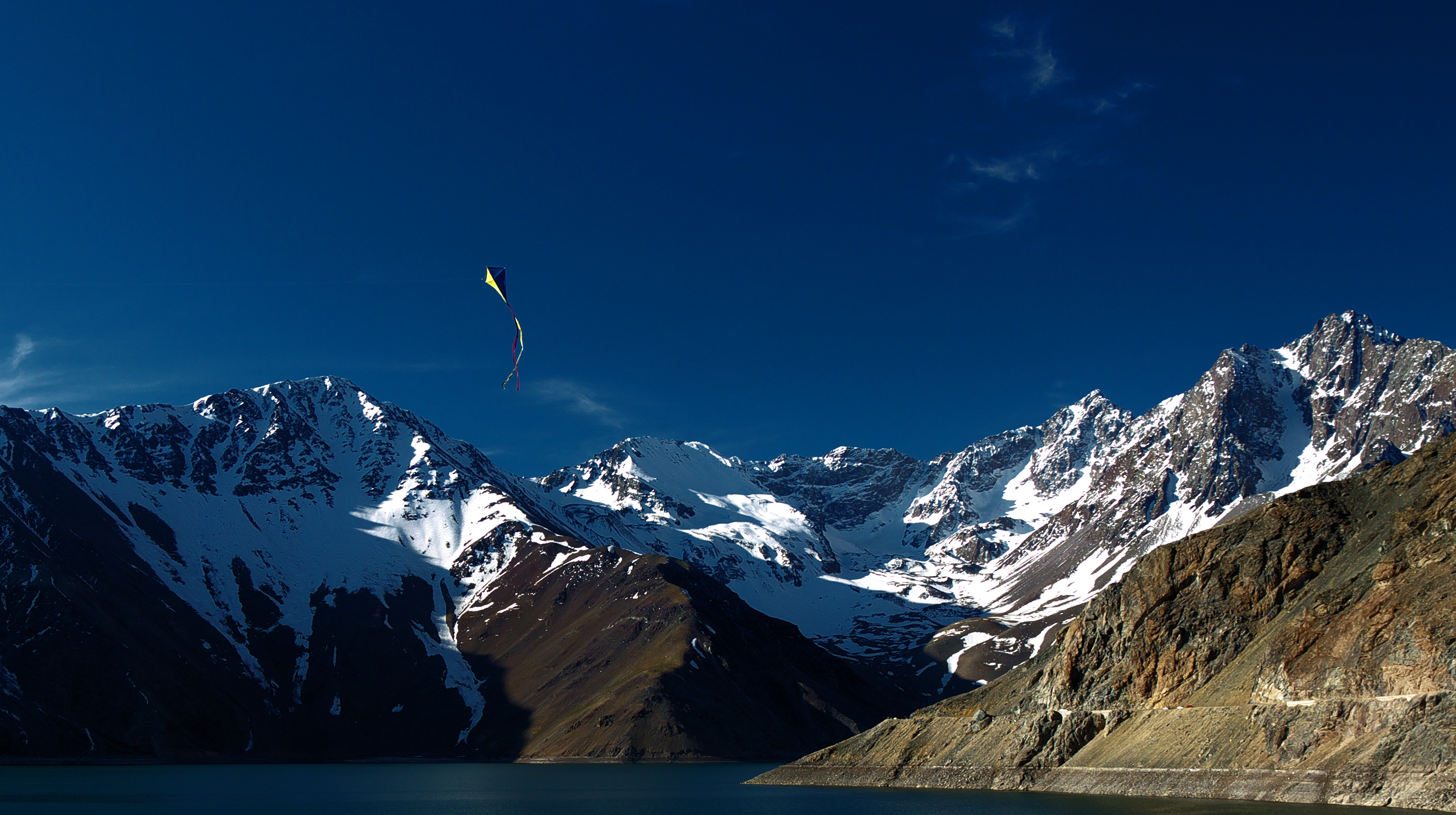
Volantín dans le ciel du Cajón del Maipo

Un volantín (terme espagnol) est un type de cerf-volant originaire du Chili. Il est généralement fabriqué avec de la toile et éventuellement une armature rigide, et le ramasser est considéré comme un jeu traditionnel appelé volantinismo.

## Historique
Les premiers volantines sont arrivés sur le territoire chilien au cours de la période coloniale, principalement avec les missionnaires catholiques , en particulier l'ordre bénédictin. Les dignitaires de l'époque, ainsi le gouverneur Ambrosio O'Higgins (père Bernardo O'Higgins), ont participé avec enthousiasme aux compétitions des vols de ces cerfs-volants. Le sport devint si populaire, qu'en l'an 1795, une peine de six jours d'emprisonnement fut donnée aux compétiteurs qui causèrent des dommages auprès de nombreux piétons victimes des turbulences de cerfs-volants. Les combats de cerfs-volants équipés avec du fil d’acier ou hilo curado sont interdits dans certains pays comme le Brésil en raison de leur dangerosité.

## Matériaux
Les volantines sont des carrés de 38 cm à 40 cm de chaque côté. Ils ont unaxe central en bois de colihue ou en bambou collé obliquement d'un côté à l'autre et un autre avec un arc horizontal en demi-cercle qui relie chacun des sommets opposés, auxquels sont ajoutées une queue et des franges.
Des sangles sont attachées pour maintenir le contrôle. Ce sont des fils attachés aux bois (à droite et à l’arche), dont le but est de contrôler le mouvement de ceux-ci. Il y en a trois, deux dans la voûte, à égale distance de l'intersection de la droite ou de l'épine dorsale et un autre  de 20 cm à 30 cm de l'extrémité inférieure, suivant la taille de l'arcade donnée au cerf-volant.

## Types
- Cambucha, choncha o chonchón: simple et de petite taille fait avec du papier journal Volantín.
- Chupete: les flyers préfèrent, le manche central est plus flexible, ce qui le rend instable et donne donc au joueur des options de maniement (c’est-à-dire qu’il peut le pointer où il veut facilement).
- Ñecla : volant de petite taille adapté aux enfants et aux débutants.
- Pavo:: plus grande (environ 46 × 46 cm), elle est la favorite du concours de "comptétitions"[3].

## Accessoires

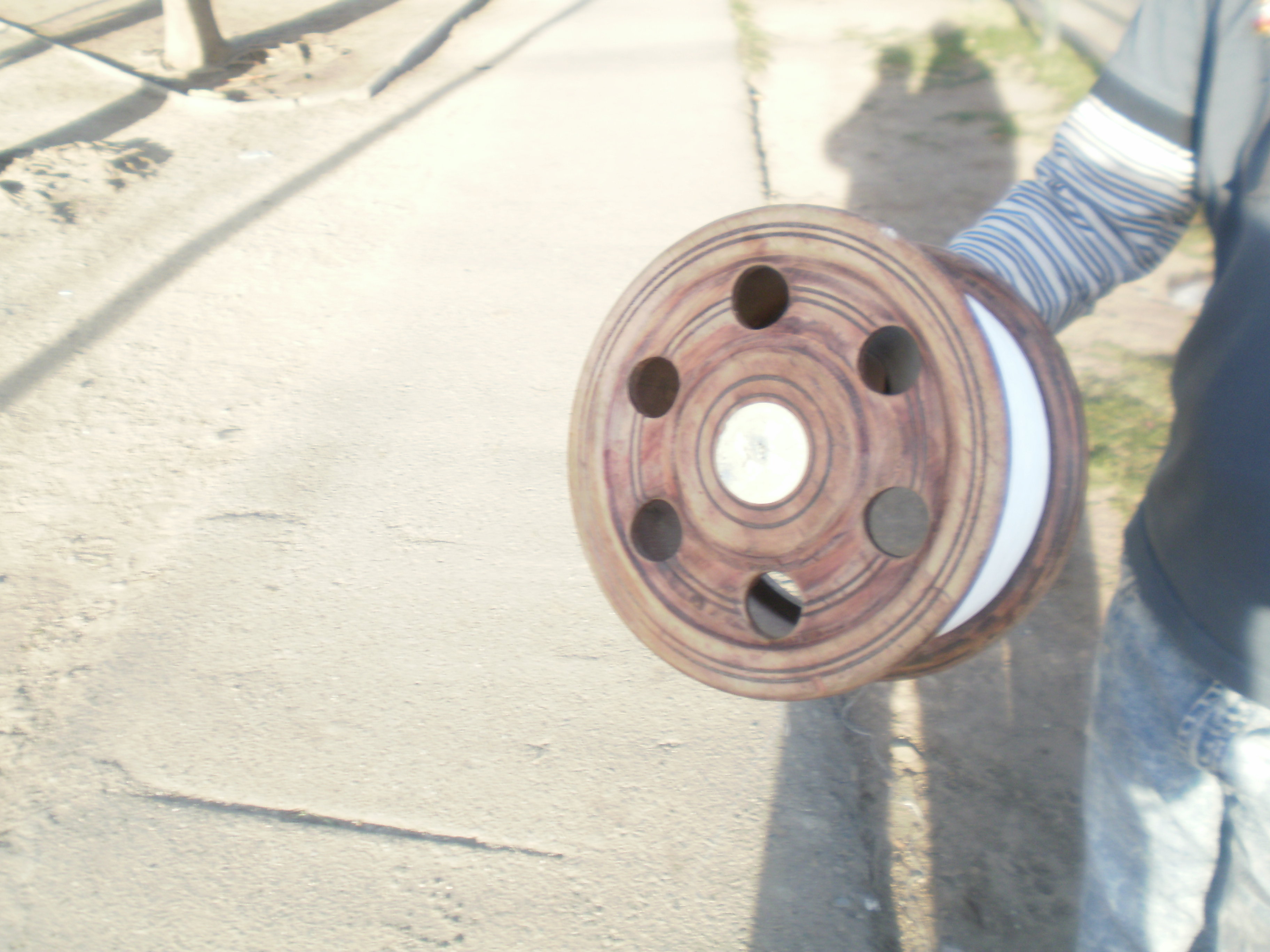
Moulinet pour cerf-volant

Un cerf-volant possède une structure carrée et il est constitué d'un papier fin et coloré. Il s'utilise avec un fil qui se rattache à trois autres baguettes en forme de croisillon. Il est parfois complété par une queue. Il s'agit d'une bande de papier ou d'une longue laine de choix qui adhère au bas de la roue pour la rendre plus stable dans les airs.  Cependant, dans les versions plus grandes, elle n'est pas ajoutée.
Un dispositif rotatif en bois ou en plastique permet de changer facilement la longueur du fil. Il dispose d'un roulement, d'une poignée intérieure et six trous pour le manœuvrer. C'est Guillermo Prado, qui inventa ce moulinet pour faciliter le contrôle du fil des cerfs-volants dans les années 1960. Ce dispositif a été distribué à l'échelle internationale. 
Les cerfs-volants sont généralement lancés au cours du mois de septembre, lorsque les conditions météorologiques convergent au printemps avec la célébration des fêtes Patrias. Par conséquent, l’un des motifs les plus courants est celui qui a la figure du drapeau chilien.

## Fonctionnement

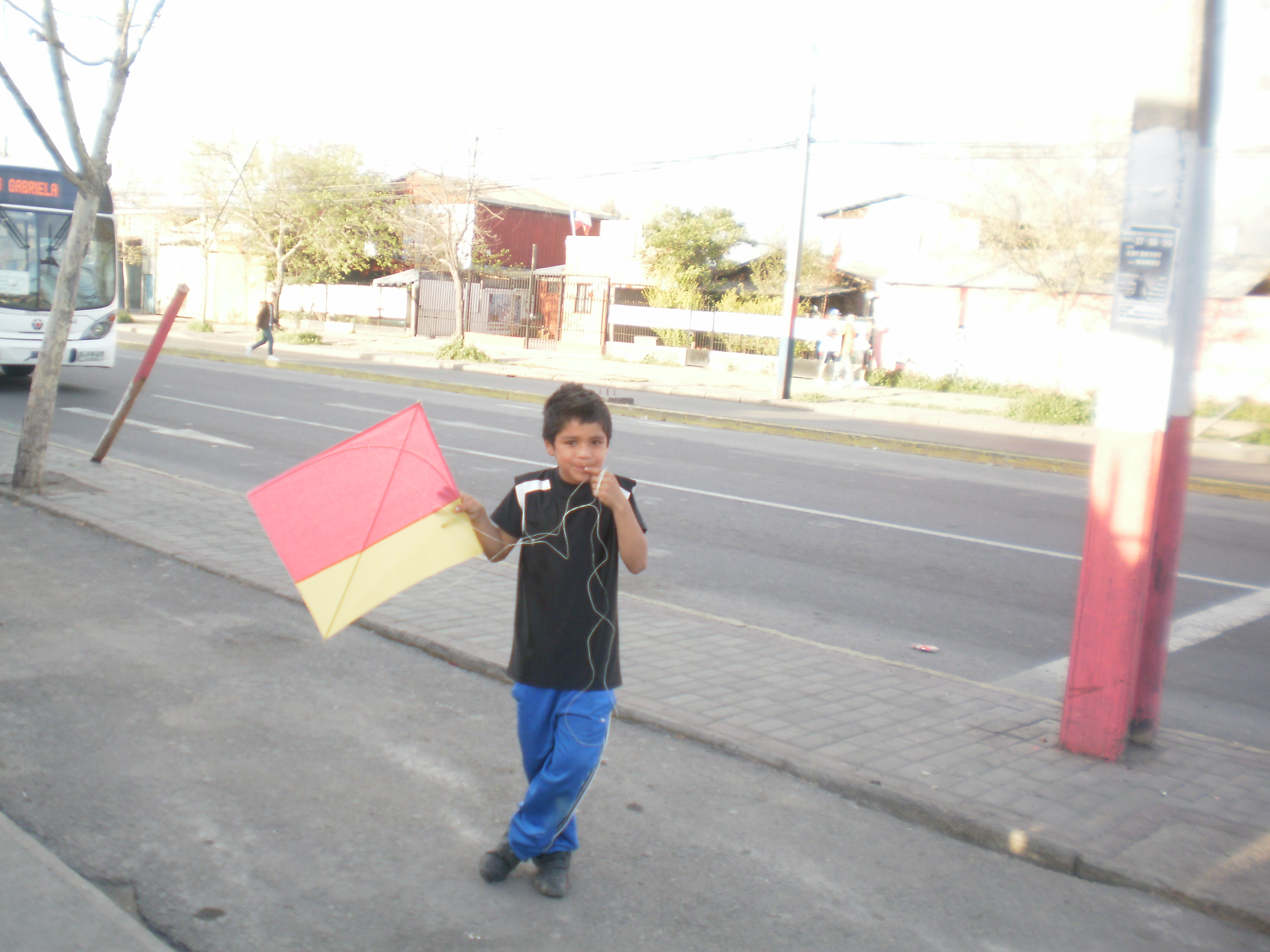
Garçon jouant avec un cerf-volant

Le cerf-volant s'élève et tient en l'air grâce aux forces aérodynamiques que le vent exerce sur sa voilure. Tous les cerfs-volants utilisent le même principe que celui d'une aile d'avion, c'est-à-dire la portance créée par la vitesse de l'écoulement de l'air sur une surface plane ou cambrée. En vol stationnaire, les forces aérodynamiques (portance et traînée), le poids du cerf-volant et la force de tension du fil de retenue s'équilibrent.

## Jeux
Pour beaucoup, le plus grand plaisir est de profiter simplement de voir le cerf-volant évoluer dans le ciel. 
Il existe des jeux plus sportifs sous forme de combats aériens, jadis  les volantins de compétition étaient munies de fil d’acier, comme les Rokkaku japonais. En raison d’accidents causés par ce type de fil abrasif, leur utilisation est maintenant interdite au Chili. La pratique du cerf-volant "combattant" était un jeu très populaire en particulier dans les quartiers défavorisés car il ne nécessite pas de gros moyens et procure beaucoup d'amusement.